# Aéroport international Adisumarmo
L'aéroport international Adisumarmo (code IATA : SOC • code OACI : WAHQ) est en aéroport desservant la ville de Solo/Surakarta (Java central), en Indonésie. Il est situé à 14 kilomètres au nord de la ville.
Le 28 janvier 2008, l'aéroport fut totalement fermé pendant quelques heures pour le transport du corps de l'ancien président Soeharto depuis l'aéroport Halim-Perdanakusuma de Jakarta.

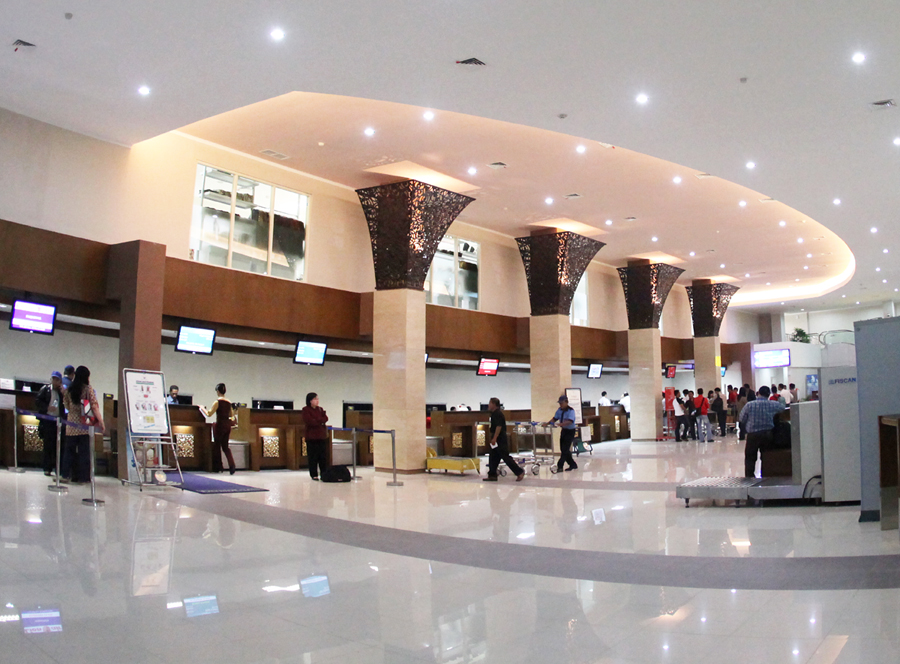
Adisumarmo : le hall.

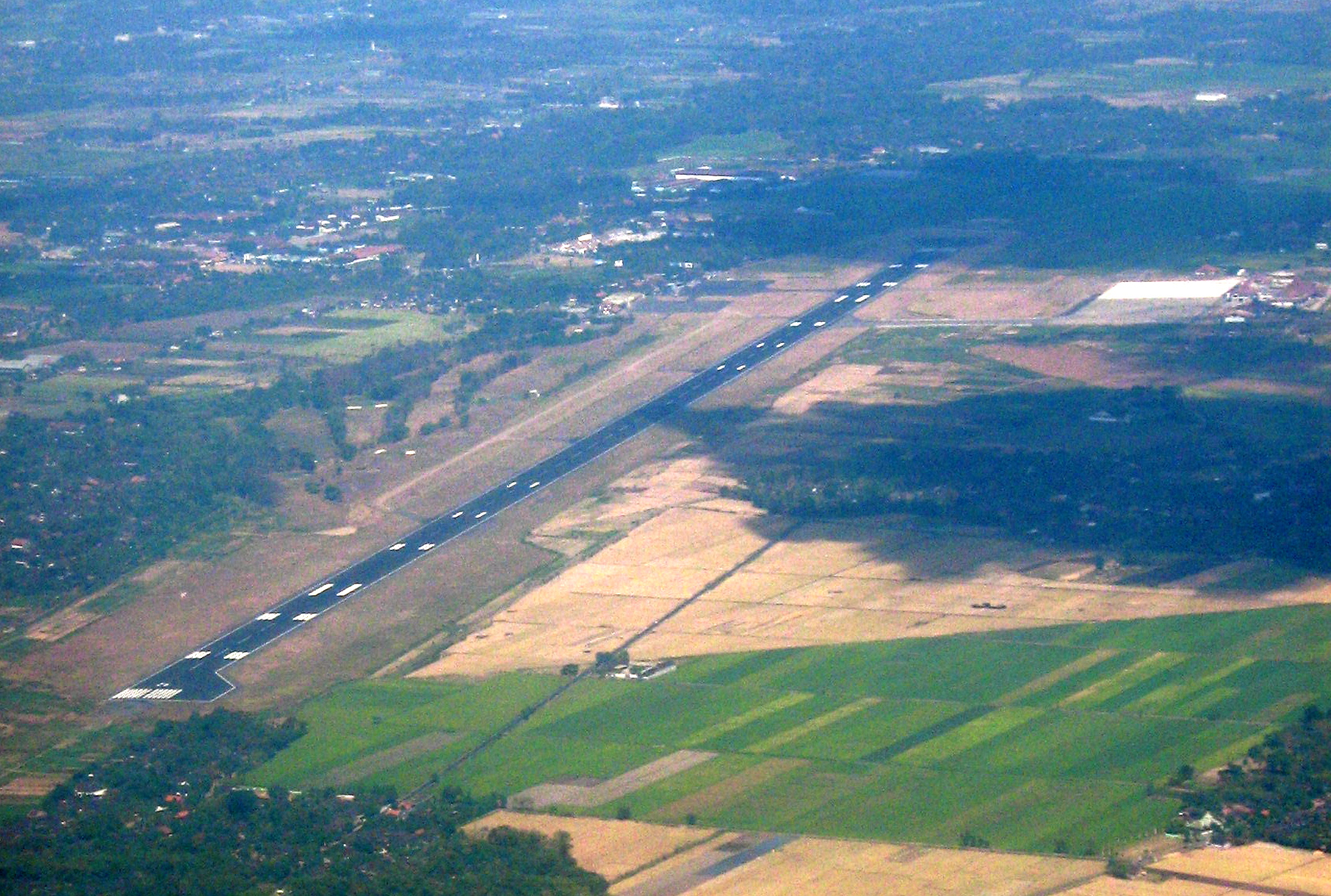
Vue aérienne de la piste d'Adisumarmo.

Le 2 mars 2009, le nouveau terminal est inauguré.

## Situation
| Banda Aceh Denpasar Pangkal · Pinang Tanjung · Pandan Djakarta-Soekarno-Hatta Bengkulu Solo Semarang Pangkalan · Bun Palangkaraya Sampit Palu Djakarta-Halim Perdanakusuma Samarinda Malang Surabaya Balikpapan Ende Kupang Komodo Gorontalo Jambi Bandar Lampung Ambon Tarakan Ternate Manado Gunung · Sitoli Medan Wamena Biak Merauke Timika Jayapura Pekanbaru Batam Tanjung · Pinang Bau-Bau Banjarmasin Makassar Palembang Bandung Pontianak Ketapang Bima Lombok Manokwari Sorong Padang Yogyakarta |

## Compagnies aériennes destinations
| Compagnies          | Destinations |
| ------------------- | --- |
| Airfast Indonesia   | Charter : Timika |
| Batik Air           | Jakarta-Halim-Perdanakusuma |
| Citilink            | Jakarta-Halim-Perdanakusuma |
| Garuda Indonesia    | Djakarta-S.-Hatta, Djeddah - Roi-Abdelaziz, |
| Indonesia AirAsia X | Denpasar-Bali |
| Lion Air            | Balikpapan-Sultan-A.-M.-Sulaiman, Banjarmasin-Syamsudin Noor, Batam-Hang Nadim, Denpasar-Bali, Djakarta-S.-Hatta, Djeddah - Roi-Abdelaziz,, Lombok, Makassar-Sultan-Hasanuddin, Palangkaraya, Palembang-M. Badaruddin II |
| NAM Air             | Djakarta-S.-Hatta |
| Sriwijaya Air       | Djakarta-S.-Hatta, Makassar-Sultan-Hasanuddin |
| Wings Air           | Bandar Lampung-Radin-Inten-II, Bandung-H.-Sastranegara, Banjarmasin-Syamsudin Noor, Surabaya-Juanda |

1. ↑   Garuda Indonesia flight from Surakarta to Jeddah includes a stop-over at Banda Aceh. However,  Garuda Indonesia does not have rights to transport passengers solely between Surakarta and Banda Aceh.
2. ↑   Lion Air flight from Surakarta to Jeddah includes a stop-over at Thiruvananthapuram. However,  Lion Air does not have rights to transport passengers solely between Surakarta  and Thiruvananthapuram.

Édité le 04/02/2018

## Incidents
- Le 30 novembre 2004, un appareil de Lion Air (Vol 538) dépasse la piste après un atterrissage dans de mauvaises conditions climatiques. 25 personnes à bord sont tuées.